# Pérdicas
Pérdicas (ca. 356 a.C. — 321 a.C.) foi um dos generais de Alexandre Magno, que se tornou regente do império em 323 a.C..

## Família
O nome do seu pai era Orontes.
Ele tinha um irmão chamado Alcetas, e uma irmã chamada Atalanta, que foi casada com Átalo.

## Campanhas de Alexandre
Nas campanhas asiáticas de Alexandre ocupou um importante lugar, tendo sido comandante da cavalaria. Em 330 a.C. foi feito membro da guarda pessoal de Alexandre.
Após a partida de Crátero para a Europa e a morte de Hefestião, tornou-se a segunda figura da hierarquia depois de Alexandre (quiliarca). Durante a campanha de Alexandre na Índia, assumiu o lugar de Hefestião, enquanto Eumenes recebeu o comando da cavalaria.

## Regente do Império
Após a morte de Alexandre, houve uma disputa entre a cavalaria e a infantaria; os líderes da cavalaria eram Pérdicas, Leonato, filho de Antes, Ptolemeu, filho de Lago, Lisímaco, filho de Agátocles, Arístono, filho de Piseu, Pitão, filho de Crateuas, Seleuco, filho de Antíoco e Eumenes de Cardia, e o líder da infantaria era Meleagro. Um compromisso foi assumido entre a infantaria, que já havia escolhido um rei, e a cavalaria, de forma que Antípatro seria o comandante das forças na Europa, Crátero cuidaria do reino de Filipe Arrideu e Pérdicas seria o quiliarca das forças que antes estavam sob o comando de Hefestião, sendo o regente do império, com Meleagro como seu tenente.
Tornou-se apoiante da facção que pretendia fazer de Alexandre IV, filho de Alexandre e Roxana nascido em Agosto de 323 a.C., governante do império.
Esta posição não era bem vista por alguns sectores do exército, uma vez que a criança seria meia-persa, tendo sido alcançada outra solução, nos termos da qual Pérdicas foi confirmado como regente do império e protector de Filipe Arrideu (meio-irmão de Alexandre que sofria de problemas mentais), e de Alexandre IV.
Pérdicas, sob o pretexto de renovar o exército, executou os líderes da revolta na presença de Filipe Arrideu, como se este tivesse ordenado; logo em seguida Meleagro foi assassinado. Depois disso, todos passaram a desconfiar de Pérdicas, e ele também passou a suspeitar de todos.
Pérdicas, quando se tornou o regente do império de Alexandre, distribuiu as satrapias entre os diversos generais, como se Filipe Arrideu tivesse ordenado,  e enviou Eumenes para organizar a Armênia, que estava em confusão por causa de Neoptólemo. Pérdicas derrotou Ariarates I da Capadócia, o capturou e o enforcou, instalando Eumenes como rei.
Comprometeu-se a casar com Niceia, um filha de Antípatro (outro dos generais de Alexandre), que pretendia com este acto consolidar as relações de amizade. Pérdicas havia requisitado a mão de Niceia,porque ele queria agir em harmonia com Antípatro, mas depois que ele ganhou o controle do exército e se tornou guardião dos reis  seus cálculos mudaram, e Pérdicas passou a planejar se tornar rei, e casando com Cleópatra, uma irmã de Alexandre Magno, ele poderia conseguir isso. No momento, porém, Pérdicas se casou com Niceia, porque Antígono Monoftalmo, amigo de Antípatro, desconfiava dos seus planos, e Pérdicas não queria que Antípatro se tornasse hostil.
Pérdicas e seu irmão Alcetas assassinaram Cinane, poucos dias após o casamento de Pérdicas com Niceia. Após a morte de Alexandre, quando Pérdicas era o regente do império de Alexandre [carece de fontes?] e planejava se casar com Niceia, filha de Antípatro, ou com Cleópatra, filha de Olímpia, Cinane trouxe sua filha Adea, mais tarde chamada Eurídice, para que ela se casasse com Filipe Arrideu,  mas Pérdicas e seu irmão Alcetas assassinaram Cinane, poucos dias após o casamento de Pérdicas com Niceia. Houve tanta indignação na Macedônia pela morte de Cinane que o casamento acabou sendo feito, inclusive com a influência de Pérdicas. O assassinato de Cinane serviu para que Antígono Monoftalmo, refugiado na Macedônia, junto de Antípatro e Crátero, se revoltassem contra Pérdicas.
Em 322 a.C. Pérdicas conquistou a Capadócia, mas foi contestado por Antípatro e por Crátero. Alexandre, o Grande havia ignorado a Capadócia, pois estava mais preocupado em combater Dario III, assim Ariarates I conseguiu passar um bom tempo como rei da Capadócia. Neste período, Ariarates juntou uma grande quantidade de dinheiro, montando um grande exército com tropas nativas e mercenários, no total de 30000 soldados de infantaria e 15000 cavaleiros. Pérdicas, porém, o derrotou, matando 4000 e capturando 5000, incluse o próprio Ariarates. Pérdicas torturou e matou por empalamento Ariarates e vários de seus parentes, colocando Eumenes de Cardia como sátrapa da Capadócia.
Quando Crátero e Antípatro, após haverem derrotado a rebelião dos gregos, se dirigiram à Ásia para lutar contra Pérdicas, este indicou Eumenes comandante das forças da Capadócia e Armênia,  e mandou que Alcetas e Neoptólemo obedecessem a Eumenes.

## Morte
Quando Ptolemeu I Sóter tornou-se sátrapa do Egito,[carece de fontes?] assassinou o sátrapa anterior, o grego Cleómenes de Náucratis, um amigo de Pérdicas. Em 321 a.C., Pérdicas invadiu o Egipto, onde Ptolemeu I pretendia formar um reino independente. As suas tropas foram subornadas por Ptolemeu, acabando por fugir,[carece de fontes?] enquanto que Perdicas foi assassinado por alguns oficiais.
Após sua morte, os macedônios sentenciaram à morte Eumenes da Cardia, além de cinquenta outros aliados, inclusive seu irmão Alcetas. Sua irmã Atalanta foi assassinada, e seu cunhado Átalo, comandante da frota, retirou-se para Tiro, obteve a rendição da cidade de um macedônio chamado Arquelau e recebeu, na cidade, os amigos de Pérdicas que queriam refúgio. Eumenes, Alcetas e Átalo continuaram a resistir por algum tempo.

## Curiosidades
Pérdicas, que se converteu no regente de Macedônia após a morte de Alexandre o Grande em 323 a.C. fez com que na cidade de Babilônia os amotinados da facção de Meleagro fossem atirados sob os elefantes para serem esmagados - método de execução conhecido como esmagamento por elefante.